# Żuławka Sztumska
Żuławka Sztumska [pronunciación en polaco: /ʐuˈwafka ˈʂtumska/] (Posilge en alemán) es un pueblo ubicado en el distrito administrativo de Gmina Dzierzgoń, dentro del condado de Sztum, Voivodato de Pomerania, en el norte de Polonia. Se encuentra a unos 13 kilómetros al noroeste de Dzierzgoń, a 18 kilómetros al noreste de Sztum, y a 57 kilómetros al sureste de la capital regional Gdańsk.
El pueblo tiene una población de 560 habitantes.